# Zöldmarketing
A zöldmarketing burkolt marketing megoldás, melyben a vállalatok egy környezetvédelmi ügy mellé állnak, támogatnak különféle módszerekkel. Ezen megoldások szimpatikusabbá tehetik a cégeket vagy azok termékeit, burkolt reklámozási formát alakíthatnak ki.
Pár példa:
Ha egy vállalat
- termékeladásból származó haszon egy részével támogatja a kiszemelt környezetvélelmi ügyet, és ezt fel is tünteti, közismertté teszi
- természetbarát, környezetet nem szennyező gyártási folyamatot, anyagokat használ fel a gyártás során, esetleg természetbarát illetve az abból származó hulladékanyag teljesen környezetbarát
- felkarol egy természetvédelmi ügyet, vállalkozást és kampányaiban ezt népszerűsíti, támogatja

Az 1980-as évektől válik népszerűvé. A fogyasztók rokonszenveztek a környezetbarátsággal. Sokáig gondolták úgy, hogy elegendő jó szolgáltatást nyújtani és cserébe szeretni fogják a vállalatot. Később rájöttek, hogy nem elég a jó termék, hanem fontos, hogy ne szennyezzék a környezetet.
Zöld fogyasztók
Zöld vezetők
Hajlandóak pénzt áldozni, hogy környezetbarát terméket vásároljanak.
- hűséges zöldek → rengeteg pénzt áldoznak, másokat is meg akarnak győzni, proaktívak, tüntetnek. Viszonylag magas jövedelemmel rendelkeznek és nagyobb iskolázottsággal.
- dollár zöldek → sok pénzt áldoznak a termékekre, de nem tüntetnek. Viszonylag magas jövedelemmel rendelkeznek és nagyobb iskolázottsággal.

Zöld követők (zsenge hajtások)
Rendkívül individualisták, van amikor támogatják, van amikor nem. Nem teljesen elkötelezettek. Bennük van a lehetőség.
Nem zöldek
- zsörtölődők → azt hangoztatják, hogy az egész átverés, magasak az árak, félrevezetőek a reklámok. Ellenzik a zöld mozgalmakat. Általában alacsonyabban iskolázottak.
- barnák → szerintük semmi különbség sincs a zöld és a nem zöld termékek között. Nem igazán érdekli őket.

Zöld vállalatok
Ignore the green (hagyd figyelmen kívül a zöldeket)
Szennyezik a környezetet, de muszáj menniük a zöldek után, mert anélkül nincs jövőjük. Fejlett országokban nem életképesek, mert törvényileg tiltják működésüket. Ahol esetleg mégsem, ott a fejlett országok közbeszólnak.
Pass as green (elmegy zöldnek)
Környezetvédően termelnek, de ezt nem hirdetik. Szükséges mértékben egyetértenek vele, de nem tartják fontosnak.
Genuine green (eredeti zöld)
Védik a környezetet és propagálják is ezt, de nem mozdítják előre a zöldmozgalmak ügyeit.
Pro green (professzionális zöldek)
Zölden termelnek, ezt hirdetik is és tüntetnek is a környezetért. Támogatnak aktivistákat, szponzorálnak, stb…
Egyes országok lakosai elvárják azt, hogy az országba érkező termékek csomagolása környezetbarát (azaz gumitól, és habszivacstól mentes) anyagokból készüljön, valamint azt, hogy a termékek csak minimálisan legyenek becsomagolva. Egyre több ország kötelezi el magát a környezetvédelem mellett, és indítványoz olyan programokat, amelyek a termékek csomagolóanyagainak (papír, üveg, stb.) szelektált gyűjtésére, illetve kereskedők, vagy termelővállalat általi visszavételére vonatkoznak.